# Here and There
Here and There is de zestiende aflevering van het elfde seizoen van de televisieserie ER, die voor het eerst werd uitgezonden op 24 februari 2005.

## Verhaal
Deze aflevering laat de verschillende omstandigheden zien tussen het werken van dr. Rasgotra in het County Hospital en dr. Gallant in een veldhospitaal in Irak. In Irak raakt een jong meisje zwaargewond tijdens een bazooka aanval op een legerkonvooi. Zij heeft brandwonden over het hele lichaam en dr. Gallant beseft dat hij haar in het veldhospitaal niet kan redden. Dankzij de hulp van dr. Rasgotra lukt het hem dat zij in Chicago behandeld kan worden. Het regelen van het vervoer van de patiënte naar Chicago is moeilijker dan dr. Gallant eerst dacht, het lukt hem uiteindelijk met behulp van zijn kolonel. 
Dr. Rasgotra brengt bijna de nacht door met dr. Barnett uit eenzaamheid, net op tijd beseft zij dat zij meer gevoelens heeft voor dr. Gallant. 

## Rolverdeling

### Hoofdrollen
- Mekhi Phifer - Dr. Gregory Pratt
- Goran Višnjić - Dr. Luka Kovac
- Sherry Stringfield - Dr. Susan Lewis
- Parminder Nagra - Dr. Neela Rasgrota
- Shane West - Dr. Ray Barnett
- Sharif Atkins - Dr. Michael Gallant
- Leland Orser - Dr. Lucien Dubenko
- Scott Grimes - Dr. Archie Morris
- Linda Cardellini - verpleegster Samantha 'Sam' Taggart
- Laura Cerón - verpleegster Chuny Marquez
- Deezer D - verpleegster verpleger Malik McGrath
- Troy Evans - Frank Martin

### Gastrollen (selectie)
- Lola Glaudini - kapitein Jen Whitley
- Michael O'Neill - kolonel Ken Kilner
- Raphael Sbarge - Mr. Kirkendall
- Misha Collins - Bret
- Josh Gad - sergeant Bruce Larabee
- Jossara Jinaro - Andrea Clemente
- Carol Kiernan - Doris
- Eric Ladin - soldaat Thomas Perry
- Armando Molina - sergeant Pete Jackson
- Jeremy Ray Valdez - Roberto Rosales
- Jasmine Di Angelo - Jamila